# مغناليوم
المغناليوم (ملاحظة 1) هي سبيكة تتألف بشكل أساسي من الألومنيوم (95%) بالإضافة إلى المغنيسيوم (5%).
تتميز هذه السبيكة بانها متينة ومقاومة للتآكل، وذات كثافة أخفض من كثافة الألومنيوم النقي؛ مما يسهّل من عملية سبكها ومعالجتها.
تستخدم هذه السبيكة بشكل أساسي في صناعة هياكل السيارات والطائرات.